# Elise Maul
Elise Maul (* 10. August 1844 auf dem Gut Praddau bei Königsberg; † 9. Mai 1920 in Elbing) war eine deutsche Schriftstellerin und Lehrerin.

## Leben
Sie bestand 1874 das Lehrerinnenexamen und unterrichtete bis 1883, zuletzt anderthalb Jahre  in London. Nach ihrer Rückkehr begann sie zu publizieren, anfangs in Sammelwerken und Zeitschriften. Sie starb im Alter von 75 Jahren.

## Werke
- Unsere Hausfreunde aus der Tierwelt. Mit Erklärungen und Schilderungen von H. Paul, nebst Gedichten von Elise Maul. Illustrationen von Fedor Flinzer. Flemming, Glogau 1890.
- Beatrice Morrice und andere Erzählungen für die reifere weibliche Jugend. Flemming, Glogau 1891.
- Eisenbahn-ABC. Ausgestanzt. Stroefer, München 1892.[3]
- Kater Murr. Ausgestanzt. Stroefer, Nürnberg 1893.[3]
- Salzburger Heldenkinder und andere Erzählungen für das jüngere Knabenalter. Perthes, Gotha 1893.
- Ticktack für kleine brave Leute. Ausgestanzt. Stroefer, Nürnberg 1893.[3]
- Überrumpelt. Dramatischer Scherz in 1 Akt. Mit einer zweiten Lesart für Polterabend. Kühling & Güttner, Berlin 1897.
- Die Liebessaat. Erzählung für junge Mädchen. Meidinger, Berlin 1901.
- Fünf lustige Schattenspiele. Bloch, Berlin 1907.
- Prinz Dodo von Pralinesien. Schwank. 1909.[3]
- Die beiden Helenen und andere Erzählungen für junge Mädchen. Thienemann, Stuttgart 1909.
- Für kleine Leute. Ein Bilderbuch mit 16 bunten Vollbildern, Erzählungen und Versen. Stroefer, Nürnberg 1910.
- Unsere Lieblingstiere. Stroefer, Nürnberg 1910.
- Lizzi Roland. Erzählung für junge Mädchen. Meidinger, Berlin 1912.
- Ernas Geheimnis und zwei andere Erzählungen. Bardtenschlager, Reutlingen 1913.
- Zum Ostermorgen. Stroefer, Nürnberg 1919.
- Wir spielen und singen und tanzen und springen. Illustrationen von Julius Arthur Thiele. Jaser, Nürnberg 1920.